# Marco Cornez
Marco Antonio Cornez Bravo (* 15. Oktober 1957 in Valparaíso; † 21. Mai 2022) war ein chilenischer Fußballtorhüter. Er nahm an der Fußball-Weltmeisterschaft 1982 in Spanien teil.

## Spielerkarriere

### Verein
Cornez begann seine Karriere als Profifußballer 1975 bei CD Palestino, wo er 1978 seinen ersten chilenischen Meistertitel gewann. Nach einjährigen Gastspielen bei Deportes Linares 1977 und CD Magallanes 1980 kehrte er jeweils zu Palestino zurück. Von 1984 bis 1990 spielte er, unterbrochen von einem einjährigen Intermezzo bei Palestino 1986, für CD Universidad Católica, wo er zwei weitere Meisterschaften und einen Pokalsieg feierte.
In den 1990er Jahren spielte er für CD Antofagasta, Regional Atacama, Everton de Viña del Mar, Deportes Iquique sowie Coquimbo Unido. 1998 kehrte er ein letztes Mal zu Palestino zurück, wo er am Ende der Spielzeit seine Karriere beendete.

### Nationalmannschaft
Bei der Weltmeisterschaft 1982 in Spanien stand Cornez ohne vorherigen Länderspieleinsatz im chilenischen Aufgebot, kam jedoch nicht zum Einsatz. Chile schied als Gruppenletzter nach der Vorrunde aus.
Am 19. Juli 1983 debütierte Cornez in einem Freundschaftsspiel gegen Bolivien in der chilenischen Nationalmannschaft. Er nahm mit der chilenischen Auswahl an der Copa América 1987, 1989, 1991 und 1995 teil. 
Zwischen 1983 und 1995 bestritt Cornez insgesamt 22 Länderspiele für Chile.

## Privatleben
Cornez gilt als Entdecker von Christiane Endler.
Er war der Vater von Nicolás Córdova, der ebenfalls chilenischer Nationalspieler war.
Marco Cornez verstarb am 21. Mai 2022 im Alter von 64 Jahren an einem Magenkarzinom.

## Erfolge
- Chilenische Meisterschaft: 1978, 1984 und 1985
- Chilenischer Pokal: 1984
- Trofeo Ciudad de Palma: 1984
- Trofeo Ciudad de Alicante: 1985